# Wladimir Anatoljewitsch Worobjow
Wladimir Anatoljewitsch Worobjow (russisch Владимир Анатольевич Воробьёв; * 2. November 1972 in Tscherepowez, Russische SFSR) ist ein ehemaliger russischer Eishockeyspieler, der seit Mai 2021 Cheftrainer von Amur Chabarowsk aus der Kontinentalen Hockey-Liga ist.

## Karriere
Wladimir Worobjow begann seine Karriere als Eishockeyspieler in der Jugend von Metallurg Tscherepowez, für dessen erste Mannschaft er in der Saison 1992/93 sein Debüt in der russischen Superliga gab. Zuvor wurde er im NHL Entry Draft 1992 in der zehnten Runde als insgesamt 240. Spieler von den New York Rangers ausgewählt. Nachdem der Angreifer von 1993 bis 1996 für den HK Dynamo Moskau aktiv war, mit dem er in der Saison 1994/95 GUS-Meister geworden war, spielte er von 1996 bis 1999 für die New York Rangers in der National Hockey League, sowie deren Farmteam, das Hartford Wolf Pack, in der American Hockey League. Noch während der Saison 1998/99 wechselte der Russe zu den Edmonton Oilers, für die er bis Saisonende noch zwei Mal in der NHL auf dem Eis stand. Die gesamte folgende Spielzeit verbrachte er allerdings bei deren Farmteams, den Hamilton Bulldogs aus der AHL und den Long Beach Ice Dogs aus der International Hockey League, so dass er für die Saison 2000/01 zu seinem Ex-Club Sewerstal Tscherepowez zurückkehrte. Anschließend pausierte Worobjow ein Jahr lang mit dem Eishockey, ehe er von seinem anderen Ex-Klub HK Dynamo Moskau verpflichtet wurde, für den er die folgenden drei Jahre spielte und mit dem er 2005 erneut Meister wurde.
Im Sommer 2005 wechselte Worobjow zu Ak Bars Kasan, mit denen er 2006 erneut russischer Meister wurde und 2007 den IIHF European Champions Cup gewann. Ab 2007 spielte Worobjow bei Salawat Julajew Ufa, mit dem er in der Saison 2007/08 ein weiteres Mal die russische Meisterschaft gewann.
2010 kehrte er zu seinem Heimatverein zurück, bei dem er ein Jahr später seine Spielerkarriere beendete. Anschließend wurde er Assistenztrainer beim gleichen Klub.

### International
Für Russland nahm Worobjow an den Weltmeisterschaften 1995 und 1996 teil.

### Als Trainer
Zwischen 2011 und 2013 war Worobjow Assistenztrainer bei Sewerstal Tscherepowez, anschließend in gleicher Position beim HK Donbass Donezk. In der Saison 2014/15 war er Co-Trainer bei Barys Astana, ehe er in den Trainerstab des HK Dynamo Moskau wechselte. Im April 2017 wurde er zum Cheftrainer von Dynamo befördert. Anfang Oktober 2018 wurde Worobjow nach einer Niederlagenserie und einer daraus resultierenden schlechten Tabellenplatzierung zum Assistenztrainer degradiert und Wladimir Wassiljewitsch Krikunow als sein Nachfolger verpflichtet.
Seit Mai 2021 ist Worobjow Cheftrainer bei Amur Chabarowsk.

## Erfolge und Auszeichnungen
- 1995 GUS-Meister mit dem HK Dynamo Moskau
- 1998 Teilnahme am AHL All-Star Classic
- 2005 Russischer Meister mit dem HK Dynamo Moskau
- 2006 Russischer Meister mit Ak Bars Kasan
- 2007 IIHF-European-Champions-Cup-Gewinn mit Ak Bars Kasan
- 2008 Russischer Meister mit Salawat Julajew Ufa

## Karrierestatistik

### International
(Legende zur Spielerstatistik: Sp oder GP = absolvierte Spiele; T oder G = erzielte Tore; V oder A = erzielte Assists; Pkt oder Pts = erzielte Scorerpunkte; SM oder PIM = erhaltene Strafminuten; +/− = Plus/Minus-Bilanz; PP = erzielte Überzahltore; SH = erzielte Unterzahltore; GW = erzielte Siegtore; 1 Play-downs/Relegation; Kursiv: Statistik nicht vollständig)